# Barbara Lauks
Barbara Lauks (ur. 27 lipca 1957) – polska aktorka teatralna i filmowa.

## Życiorys
Jest absolwentką Wydziału Lalkarskiego we Wrocławiu Państwowej Wyższej Szkoły Teatralnej im. Ludwika Solskiego w Krakowie (1982). Karierę rozpoczęła w 1975 roku w Studiu Wizji i Ruchu – Teatrze Pantomimy w Lublinie (do 1977), następnie (1977–1978) występowała jako lalkarz w Teatrze Lalki i Aktora im. Hansa Andersena w Lublinie, a od 1982 do 1984 roku w Opolskim Teatrze Lalki i Aktora im. Alojzego Smolki. W latach 1984–1985 występowała w Teatrze Dramatycznym im. Jerzego Szaniawskiego w Płocku, w latach 1985–1987 w Lubuskim Teatrze im. Leona Kruczkowskiego w Zielonej Górze, w latach 1987–1991 w opolskim Teatrze im. Jana Kochanowskiego, a od 1991 do 2004 roku w Teatrze Powszechnym w Łodzi. W roku 1991 zdała egzamin eksternistyczny dla aktorów dramatycznych. Od roku 2004 była aktorką Teatru Studio w Warszawie, a od 2008 ponownie pracuje w Teatrze Powszechnym w Łodzi.

## Filmografia
| Filmy |                              |                |                                          |
| Rok   | Tytuł                        | Rola           | Uwagi                                    |
| 1990  | Piggate                      | pielęgniarka   |                                          |
| 1993  | Przypadek Pekosińskiego      | spikerka tv    |                                          |
| 1999  | Po drugiej stronie           |                | etiuda szkolna                           |
| 1999  | O Tosi                       |                | etiuda szkolna                           |
| 2000  | Trzymaj się                  |                | etiuda szkolna                           |
| 2000  | Sajgon                       |                | etiuda szkolna                           |
| 2000  | Nieśmiertelna miłość         | matka          | etiuda szkolna                           |
| 2000  | Głosy nocy                   |                | etiuda szkolna                           |
| 2002  | Za każdą cenę                | lektor         | film dokumentalny                        |
| 2004  | Telefonowa głowa             | wróżka         | etiuda szkolna                           |
| 2006  | Ławeczka                     | ona            | etiuda szkolna                           |
| 2008  | Mróz                         |                | etiuda szkolna                           |
| 2008  | Fetysz Stevena               |                | etiuda szkolna                           |
| 2008  | Dzieci i ryby głosu nie mają | Matka          | etiuda szkolna                           |
| 2009  | Druciki                      | matka Magdy    |                                          |
| 2009  | 350 km.                      | recepcjonistka | etiuda szkolna                           |
| 2010  | Róża                         | zakonnica      | etiuda szkolna, niewymieniona w napisach |
| 2010  | Dalekie połączenie           |                | etiuda szkolna                           |
| 2012  | Światło                      |                | film krótkometrażowy                     |
| 2012  | Kawaler                      | matka          | etiuda szkolna                           |
| 2014  | Prawie nic                   | żona Jerzego   | etiuda szkolna                           |
| 2014  | Pokój Laury                  | matka          | etiuda szkolna                           |
| 2015  | Strzyga                      |                | etiuda szkolna                           |
| 2017  | The cave                     |                | etiuda szkolna                           |

| Produkcje telewizyjne |                     |                                                               |                                                                             |
| Rok                   | Tytuł               | Rola                                                          | Uwagi                                                                       |
| 1990                  | Świnka              | pielęgniarka                                                  | serial telewizyjny                                                          |
| 1996                  | Epitafia polskie    |                                                               | widowisko telewizyjne                                                       |
| 1997–2023             | Klan                | podopieczna Fundacji „Femina”                                 | serial telewizyjny                                                          |
| 1999                  | Rudy                | Matka Marka                                                   | spektakl telewizyjny                                                        |
| 2000                  | Twarze i maski      | Krystyna Banaszak, redaktorka w telewizji                     | serial telewizyjny, odcinek: 2                                              |
| 2002                  | Psie serce          | Lidka                                                         | serial telewizyjny                                                          |
| 2002–2010             | Samo życie          | Lidia Wrońska, matka Stanisława                               | serial telewizyjny                                                          |
| 2003–2005             | Sprawa na dziś      | Katarzyna Fogler „Pirania”, szefowa redakcji „Sprawy na dziś” | serial telewizyjny                                                          |
| 2005                  | Pensjonat pod Różą  | lekarka pogotowia                                             | serial telewizyjny, odcinek: 93                                             |
| 2006                  | Kryminalni          | żona Borowca                                                  | serial telewizyjny, odcinek: 44                                             |
| 2006                  | Pitbull             | psycholog dziecięcy                                           | serial telewizyjny, odcinki: 6, 15                                          |
| 2008                  | Barwy szczęścia     | Krystyna Puszczyk, matka Weroniki                             | serial telewizyjny, odcinki: 73, 84, 186, 192                               |
| 2009, 2013, 2014      | Na dobre i na złe   | Wanda Consalida, mama Wiktorii                                | serial telewizyjny                                                          |
| 2010                  | Ratownicy           | sędzia                                                        | serial telewizyjny, odcinek: 1                                              |
| 2010                  | Plebania            | matka Rafała                                                  | serial telewizyjny, odcinki: 1526, 1527, 1564                               |
| 2010–2011             | Prosto w serce      | Dagmara Wojciechowska                                         | serial telewizyjny, odcinki: 86, 93-96, 99, 100                             |
| 2011                  | Ludzie Chudego      | Marlena, matka Wioli                                          | serial telewizyjny, odcinki: 25, 26                                         |
| 2011–2012             | Julia               | teściowa Piotra                                               | serial telewizyjny, odcinek: 152                                            |
| 2012–2013             | Wszystko przed nami | Bożena                                                        | serial telewizyjny, odcinki: 27, 91, 92, 94                                 |
| 2015                  | Prawo Agaty         | Katarzyna Lis                                                 | serial telewizyjny, odcinek: 87                                             |
| 2017                  | Komisarz Alex       | dyrektorka szkoły                                             | serial telewizyjny, odcinek: 109                                            |
| 2019                  | Echo serca          | Cecylia Kowal                                                 | serial telewizyjny, odcinek: 31, wymieniona w napisach pod nazwiskiem Lakus |
| 2020                  | Przyjaciółki        | pani Basia                                                    | serial telewizyjny, odcinki: 190, 193, 194                                  |
| 2020                  | Komisarz Alex       | Zofia Domańska                                                | serial telewizyjny, odcinek: 179                                            |
| 2022                  | Wielka woda         | kobieta na weselu                                             | serial telewizyjny, odcinek: 6                                              |

| Dubbing |                                 |           |       |
| Rok     | Tytuł                           | Rola      | Uwagi |
| 2006    | Pinokio, przygoda w przyszłości | Cyberynka |       |
| 2010    | Alicja w Krainie Czarów         |           |       |
| 2010    | Toy Story 3                     | Dolly     |       |
| 2011    | Lękosław Wiewiórka              |           |       |

## Nagrody
- 1979 – wyróżnienie na IV Biennale Sztuki dla Dzieci w Poznaniu za rolę chłopca w przedstawieniu „Dokąd pędzisz koniku”
- 1993 – „Złota Maska” za najlepszą rolę kobiecą w spektaklu „Tutam”
- 1993 – Grand Prix na Festiwalu Sztuki Aktorskiej w Kaliszu za wybitną kreację sceniczną i klasę kunsztu aktorskiego w sztuce „Tutam”
- 1994 – nagroda Jury III Konkursu Teatrów Ogródkowych w Warszawie za rolę w spektaklu „Tutam”
- 1996 – „Złota Maska” za najlepszą rolę kobiecą w spektaklu „Przyszedł mężczyzna do kobiety”
- 2015 – odznaka „Zasłużony dla Kultury Polskiej”

Źródło: